# マキシム・デッカー
マキシム・デッカー（Maxim Dekker、2004年4月21日 - ）は、オランダ・北ホラント州ライセンフート出身のサッカー選手。エールディヴィジ・AZアルクマール所属。ポジションはディフェンダー。

## クラブ経歴
2017年7月、AZアルクマールの下部組織に入団し、2020年8月28日に自身初となる2023年までのプロ契約を結んだ。2021年4月30日、ヨングAZにて、エールステ・ディヴィジのローダJC戦でプロデビューを果たした。2021-22シーズンの後半戦から次第にトップチームへの招集が増加し始め、2022年5月29日、UEFAヨーロッパカンファレンスリーグの出場権を賭けたSBVフィテッセとのプレーオフ2ndlegでトップチームデビューを果たした。
2022-23シーズンの9月1日、NECナイメヘンとの試合で先発フル出場したことでエールディヴィジでの初出場を記録した。この試合は、負傷したブルーノ・マルティンス・インディの代役としての出場だったが、この試合での好パフォーマンスにより、以降はレギュラーに定着した。

## 代表経歴
2019年からオランダの世代別代表に招集されている。